# Meade Lux Lewis
Anderson Meade Lewis, ps. „Lux” (ur. 4 września 1905 w Chicago, zm. 7 czerwca 1964 w Minneapolis) – afroamerykański pianista i kompozytor, mistrz stylu boogie-woogie. Twórca standardu Honky Tonk Train Blues.

## Życiorys
Jego ojciec, gitarzysta, zapewnił mu lekcje gry na skrzypcach. Po jego śmierci, mając szesnaście lat, zrezygnował ze skrzypiec na rzecz fortepianu. Od dzieciństwa przyjaźnił się z Albertem Ammonsem. Ich przyjaźń trwała całe życie. Przez pewien czas chodzili do tej samej szkoły. Razem uczyli się grać na pianinie, stojącym w domu Ammonsów. Razem też ćwiczyli. Już wtedy słuchał prekursora boogie-woogie Jimmy’ego Yancey’ego, którego gra wywarła na niego duży wpływ.
Przydomek „Lux” nadali mu koledzy już w szkole podstawowej. Udanie bowiem naśladował niektóre postaci z komiksu Alphonse and Gaston i stąd początkowo nazywali go „księciem Luksemburga”.
Na początku lat 20. XX wieku był już muzykiem zawodowym. Grał w klubach Chicago. W 1927 nagrał dla wytwórni Paramount Records skomponowany przez siebie utwór Honky Tonk Train Blues, który z czasem przeszedł do klasyki gatunku. Nie będąc jednak wirtuozem, pozostawał na drugim planie chicagowskiej sceny bluesowej i jazzowej. Przez pewien czas dorabiał nawet w myjni samochodowej. Dopiero w 1935 sytuacja uległa zmianie. Wtedy ponownie nagrał Honky Tonk Train Blues. Wydany przez Parlophone utwór, usłyszał producent muzyczny i „łowca talentów” John Hammond, i załatwił mu angaże w Nowym Jorku. W 1938 zagrał na koncercie „From Spirituals to Swing”, zorganizowanym przez Hammonda w Carnegie Hall. Wystąpił razem z innymi czołowymi przedstawicielami boogie-woogie: pianistami Pete’em Johnsonem i Albertem Ammonsem, swoim przyjacielem, oraz wokalistą Big Joe Turnera. Koncert ów wywołał wielką modę na muzykę boogie-woogie. W tym okresie już regularnie pracował. Występował w duetach z Ammonsem i Johnsonem. Grali również we trzech jako The Boogie-Woogie Trio, Przez pewien czas byli zatrudnieni w nowojorskim klubie nocnym Café Society. Jeździli razem również w trasy koncertowe.
By pierwszym pianistą jazzowym, który grał na czeleście (od 1936). Grał na niej jako sideman w nagraniach  kilku płyt z gitarzystą Charliem Christianem, pianistą Teddym Wilsonem i klarnecistą Edmondem Hallem. W 1941 grał też na klawesynie w szeregu sesji nagraniowych.
Z nastaniem lat 60. skończyła się moda na boogie-woogie. Nadal występował i nagrywał w Chicago i Kalifornii, ale już w znacznie ograniczonym wymiarze. Stał się wykonawcą niemal zapomnianym. W tym czasie polubił okolice Minneapolis i samo miasto, w którym mieszkał jego brat z córką. Często ich odwiedzał. Ponadto raz w roku występował w restauracji The White House w miasteczku Golden Valley na obrzeżach Minneapolis. W 1964 przyjechał na trzytygodniowy kontrakt. 7 czerwca po występie wjechał z parkingu o drugiej w nocy swoim Chryslerem. Na drodze stanowej nr 55 w jego auto uderzył z tyłu inny samochód. Jadący z prędkością ok. 130 km/h i pchający Chryslera pojazd, zatrzymał się dopiero po uderzeniu obu aut w drzewo. Lewis zginął na miejscu. Pasażer z samochodu sprawcy wypadku zmarł po kilku dniach. Natomiast sam sprawca ocalał.
Pianista został pochowany w Lincoln Memorial Park w kalifornijskim Carson. Miał 58 lat.

## Wybrana dyskografia
- 1952 Meade „Lux" Lewis – Boogie Woogie Classics (Blue Note)
- 1953 Edmond Hall–Charlie Christian–Meade Lux Lewis–Red Norvo–Teddy Wilson – Memorable Sessions in Jazz (Blue Note)
- 1955 Boogie Woogie Piano And Drums – Meade Lux Lewis and Louis Bellson  (Clef)
- 1956 Out of the Roaring Twenties with Meade Lux Lewis (ABC–Paramount)
- 1957 Cat House Piano – Meade Lux Lewis (Verve)
- 1958 Barrel House Piano – Meade „Lux” Lewis (Tops Records)
- 1961 The Blues Piano Artistry of Meade Lux Lewis (Riverside)
- 1962 Meade Lux Lewis – Blues Boogie Woogie (Stinson Records)
- 1976 Boogie Woogie Trio – Meade Lux Lewis–Pete Johnson–Albert Ammons (Storyville Records)
- 1985 Chicago and All That Jazz – Eddie Condon–Jack Teagarden–Meade „Lux” Lewis–Gene Krupa–Bud Freeman–Henry „Red” Allen–Jimmy McPartland–Joe Sullivan–Johnny Guarnieri–Pee Wee Russell–Bob Haggart–Milt Hinton–Buster Bailey (Sounds Great Records)
- 1995 The Boogie Woogie Trio Vol. 1 – Albert Ammons–Pete Johnson–Meade „Lux” Lewis (Storyville)
- 1997 The Boogie Woogie Trio Vol. 2 – Albert Ammons–Pete Johnson–Meade „Lux” Lewis (Storyville)
- The Boogie Woogie Trio – Broadcast Recordings From 1939 Never Issued Before On Records (Riverside)

Zestawienie wg dat wydania płyt

## Upamiętnienie
Jego osoba została wspomniana w powieściach: Ruchomy cel (1949) Rossa Macdonalda, Kocia kołyska (1963) Kurta Vonneguta i autobiografii Life (2010) Keitha Richardsa.

## Uwaga
1. ↑  Niektóre źródła podają, że urodził się w Louisville w stanie Kentucky w dn. – alternatywnie – 3, 4, lub 13 września[1].